# Business (телеканал)
«Business» (раніше — «UBC» (Ukrainian Business Channel)) — закритий український інформаційно-аналітичний телеканал для бізнесової спільноти.

## Історія
27 червня 2007 року телеканал отримав ліцензію на супутникове мовлення як ТОВ «Телеканал-100» під назвою «UBC». Його було запущено 1 вересня того ж року.
22 листопада 2009 року на телеканалі з'явилася перша програма англійською мовою.
У травні 2011 року фінансово-промислова корпорація «UBG» купила 30 % акцій телеканалу, після чого відбулося звільнення 40 співробітників.
26 грудня 2011 року телеканал провів ребрендинг у «Business».
У жовтні 2013 року Національною Радою України з питань телебачення і радіомовлення було затверджено поправки до ліцензій телеканалу «Погода ТБ». Тепер ліцензії належать телеканалу «Business», що дозволило йому прийняти всі частоти «Погода ТБ», що звільнилися. 4 листопада того самого року телеканал «Погода ТБ» припинив супутникове та цифрове етерне мовлення на території України, віддавши частоти телеканалу «Business».
2016 року телеканал припинив цифрове мовлення, оскільки за борги був вимкнений із цифрового етеру провайдером «Зеонбуд».
1 серпня 2017 року телеканал припинив супутникове мовлення

## Логотипи
Телеканал змінив 2 логотипи.
| Логотип | Опис                                                              |
| ------- | ----------------------------------------------------------------- |
|         | Перший логотип телеканалу з 1 вересня 2007 до 25 грудня 2011 року |
|         | Другий логотип телеканалу з 26 грудня 2011 до 1 серпня 2017 року. |

## Аудиторія
Головна аудиторія — ділові люди. «Business» мав аудиторію понад два мільйони потенційних глядачів кабельної та супутникової мереж у столиці та різних областях України.

## Власники та керівництво
Телеканалом володіє громадянка Чехії Катержина Шимкова.

## Програми
Етер телеканалу на 85 % наповнений програмами власного виробництва. «Business» транслював:
- інформацію про стан всіх сфер економіки в державі та у світі.
- пропозиції та поради щодо того, як ефективніше вкласти гроші в українські підприємства та ринки, як порозумітися з податківцями, як вчасно врахувати тенденції на світових ринках і як будувати стосунки з діловими партнерами.
- аналізи ефективності державного регулювання української економіки, корисності чи шкоди для певних галузей вітчизняного бізнесу тих чи інших рішень можновладців.

- Business news
- Психологія грошей
- 100 ідей для бізнесу
- Діалоги
- Капіталісти
- Дайджест тижня
- Філософія трейдингу
- Афіша
- Пресогляд
- Спорт
- Другий дім
- Тема дня
- Бізнес-факти
- Актуальна тема
- Кадрове питання
- Агробізнес

## Утиски власних працівників з боку телеканалу «Business»
Колишня ведуча Наталія Катеріненко телеканалу подала в суд на телеканал за невиплату зарплати, і виграла процес. Також працівники каналу скаржилися на порушення трудового законодавства.
23 листопада 2013 року випусковий редактор телеканалу «Business» Тетяна Мельниченко повідомила, що її звільнили з роботи за висвітлення інформації про Євромайдан.